# Beatmania IIDX 14 GOLD
beatmania IIDX 14 Gold는 코나미가 제작한 리듬게임 beatmania IIDX의 14번째 시리즈이다. 2007년 2월 21일에 발매되었으며 e-Amusement를 이용해 해금해야 하는 곡 포함 총 45 신곡이 들어갔다. 이번 작에서는 하드웨어가 Windows XP Embedded 기반으로 변경되었다.
이번 작에서는 금속 계열 인터페이스에 금색과 은색이 강조되었다.
작품의 컨셉은 일본의 버블 경제가 최고조에 달했던 1980년대~1990년대 후반이며, 니시무라 요시타카가 사운드 프로듀싱을 맡게 된 첫 작품이다. 오프닝 및 메인 악곡은 니시무라 요시타카와 마이클 아 라 모드의 합작 "GOLD RUSH"이다.
대한민국 내의 별명은 금투덱인데, 이는 GOLD IIDX의 축약어이다.

## 게임 방법
골드에서도 코어 유저를 위한 게임플레이 요소가 한 층 더 강화되었다. 이번 작에서는 BPM이 150으로 고정되지만 기록은 안 되는 "REGUL-SPEED" 옵션이 새로 추가되었다. 여기에 5키나 오토 스크래치로 클리어 한 곡들을 모아 놓는 Assist Clear(어시스트 클리어)폴더가 추가되었다. 또한, 2인이서 플레이 할 때 2인이 각각 따로 난이도를 설정 할 수 있게 되었다.

## e-Amusement
이번 작에서의 e-Amusement의 새로운 시스템은 바로 "GP"라는 것으로 이 GP를 모으면 CS 전용곡이나 과거 삭제 곡 등 은폐곡을 해금할 수 있다.

## 엑스트라 스테이지
플레이어가 랜덤이나 미러 옵션 없이 3스테이지 전부 랭크 AA 이상을 맞고, 3스테이지 전부 하이퍼 레벨 도합 20 혹은 어나더 레벨 도합 30일 경우 플레이어는 엑스트라 스테이지에서 Vanessa(朱雀 작곡)를 플레이 할 수 있게 된다. 이 스테이지에서는 자동적으로 그루브 게이지가 80% 이상이 아니여도 클리어 되지만 0%가 되면 게임 오버가 되는 하드 모드로 플레이 하게 된다. 이 스테이지를 클리어 하면 플레이어는 원 모어 스테이지 Fascination MAXX를 플레이 할 수 있게 된다. 이 곡은 이전에 Dance Dance Revolution SuperNova에 수록 된 바 있다.

### VIP 룸
전작 Distorted의 "Cardinal Gate"의 엑스트라 시스템 비슷하게 이번 작 Gold에서는 VIP Room이라는 모드가 선보였다. e-Amusement를 통해서만 플레이 할 수 있다. VIP Room에 접근하기 위해서는 플레이어는 어떤 한개의 난이도로 30곡 이상을 클리어 하고 1700 GP를 사용하면 Silver Room이 해금되는데 여기에는 DJ Yoshitaka-G feat. Michael a la mode명의의 GOLD RUSH가 들어있다.
한 난이도로 60곡 이상을 클리어 하고 GOLD RUSH를 하드 모드로 A랭크 이상 클리어 한 후 1700 GP를 내면 Gold Room이 해금된다. 여기에는 Risk Junk-G명의의 CANDY GALY가 들어있다.
90곡 이상을 클리어 하고 IIDX 레코드에 있는 곡 5곡을 같은 난이도로 클리어 하고 CANDY GALY를 하드모드로 랭크 A 이상 내고 또 1700 GP를 내면 Platinum Room이 해금된다. 여기에는 L.E.D-G 명의의 電人、暁に斃れる。가 있다. 이번 작의 원 모어 스테이지에 해당되는 Black Room를 선택하면 good-cool명의의 Sense 2007를 만날 수 있다.
후에 이 VIP Room 시스템 내 곡들은 전부 e-Amusement 플레이어 한정으로 일반 모드에서도 플레이 할 수 있게 되었다.

## 가정용
Beatmania IIDX 14: Gold의 플레이스테이션 2 가정용 버전은 Gold의 신곡과 가정용 신곡 일반곡 6곡, 해금곡 6곡 그리고 과거 5키 비트매니아에 수록된 곡들을 포함 총 96곡을 담아 2008년 5월 29일에 발매되었다..
단위인정 모드에서 Vanessa과 Kamaitachi을 플레이 할 경우 기존 ANOTHER 난이도 보다 더 어려운 새로운 채보를 만날 수 있다. 그 외에도 인터페이스 아이템, 배경음, 보이스, 및 랜드 커버 등 여러 가지 해금 요소도 같이 수록되어 있다.
Last Message와 Sense 2007는 CS로 수록 당시 선정성이라는 문제 때문에 기존에 있던 BGA 대신 범용 BGA가 수록되었다. 이와 반대로 星をこの手に에 정식 BGA가 수록되었다.
초회판 한정으로 "Beatnation Summit" 라이브 영상 DVD와 아트 북 "Puzzle - Maya Takamura's Pieces" 그리고 L.E.D의 앨범 Denjin K이 같이 동봉되었다.

## 북미에서의 로케이션 테스트
북미에서 최초로 이 골드버전으로 로케테스트를 실시했다. 이미 이전에 북미에서 비트매니아 IIDX기기를 직접 오락실 업주들이 직수입 해 운영했었지만 아직까진 북미에선 희귀한 기기로 알려져 있다. 이전에도 코나미는 9th Style을 기반으로 제작된 비트매니아가 플레이스테이션 2 전용으로 2006년에 발매된 바가 있다
북미에서의 첫 로케테스트는 일리노이주 Naperville에 있는 브루스윅 존 Naperville에서 이뤄졌다. 단위개전 모드와 일부 일본어 곡을 제외한 나머지 요소가 일본어에서 영어로 번역되거나 로마자화되었다. 하지만 결국 북미에는 정식 발매가 이뤄지지 않았다.

## 인용
1. ↑  “Beatmania IIDX Gold to go on test in an American arcade”. 2007년 12월 18일에 원본 문서에서 보존된 문서. 2008년 4월 2일에 확인함.